# Greg Tribbett
Gregory Arnold Tribbet Jr. (Peoria, 7 novembre 1968) è un chitarrista statunitense, noto per essere membro della band Mudvayne ed ex membro dei gruppi Audiotopsy ed Hellyeah.

## Biografia
Nel 1996 fonda insieme al cantante Chad Gray i Mudvayne, una band nu metal con forti influenze progressive; lavora con la band fino al suo scioglimento avvenuto nel 2011.Nel 2006 si unisce al supergruppo Hellyeah insieme a Tom Maxwell del gruppo Nothingface, a Vinnie Paul dei Pantera, e a Chad Gray. Nel 2014 lascia la band dopo la pubblicazione dei primi quattro album, e nell'anno seguente forma gli Audiotopsy insieme all'ex batterista dei Mudvayne Matt McDonough con cui abbandonerà il progetto nel 2021. Nello stesso anno insieme agli ex compagni di band intraprende la reunion dei Mudvayne.
Suo fratello minore, Derrick "Tripp" Tribbet è il frontman della band Twisted Method ed ex bassista dei Dope.
Tra le sue principali influenze cita il chitarrista Randy Rhoads.

## Equipaggiamento
Tribbet fa uso di chitarre Gibson Flyng V, Gibson Les Paul, Ibanez serie S, e Legator Vs , azienda della quale è endorser.

## Discografia

### Mudvayne
Album in studio
- 2000 - L.D. 50
- 2001 - The Beginning of All Things to End
- 2002 - The End of All Things to Come
- 2005 - Lost and Found
- 2008 - The New Game
- 2009 - Mudvayne

Raccolte
- 2007 - By the People, for the People

Live
- 2003 - All Access to All Things

EP
- 1997 - Kill, I Oughtta
- 2003 - Live Bootleg

### Hellyeah
Album in studio
- 2007 - Hellyeah
- 2010 - Stampede
- 2012 - Band of Brothers